# NSV重機槍
NSV12.7毫米重機槍由蘇聯制造，名字取自其三位設計師G.I. Nikitin、J.S. Sokolov及V.I. Volkov。

## 歷史
NSV在1971年推出，用於取代蘇聯軍隊的DShK重機槍，1972年正式裝備。NSV獲很多國家特許生產或私自仿製，如波蘭、南斯拉夫、印度、保加利亞、白羅斯、烏克蘭和越南等。
由於生產NSV的金屬工人工廠位於哈薩克，在蘇聯解體後俄羅斯逐步以其國產的Kord重機槍取代它。

## 衍生型
- NSVT

NSVT是裝在車輛射架上的NSV改裝版本，如主戰坦克及裝甲運兵車，塞爾維亞的扎斯塔瓦武器亦特許生產NSVT，名為M87，並裝備當時的南斯拉夫軍隊。
- KT-12.7

乌克兰本土生產的NSV重機槍。
- WKM-B

波蘭的NSV重機槍改用12.7×99毫米NATO彈藥的版本。

## 使用國

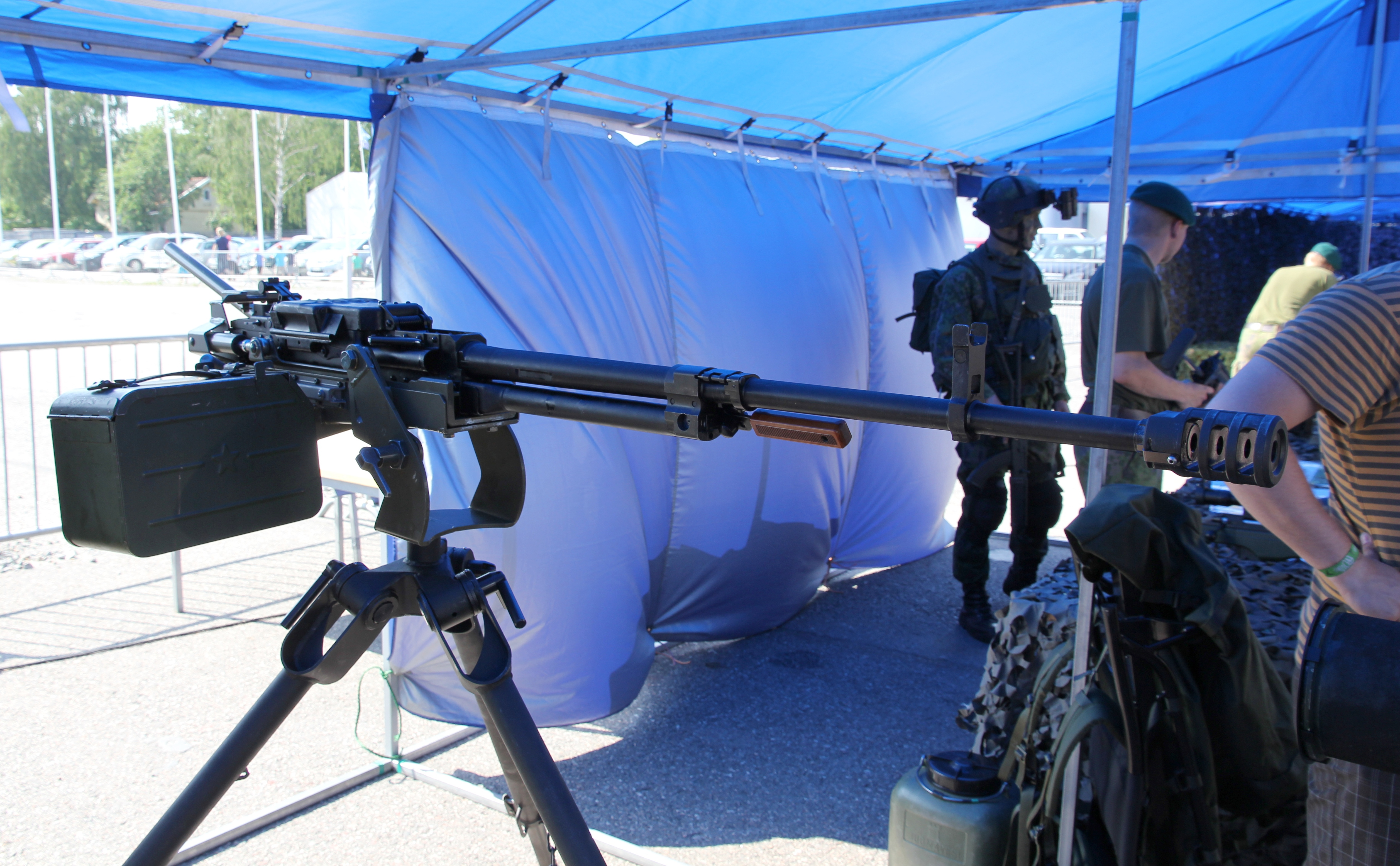
芬蘭國防軍的NSV

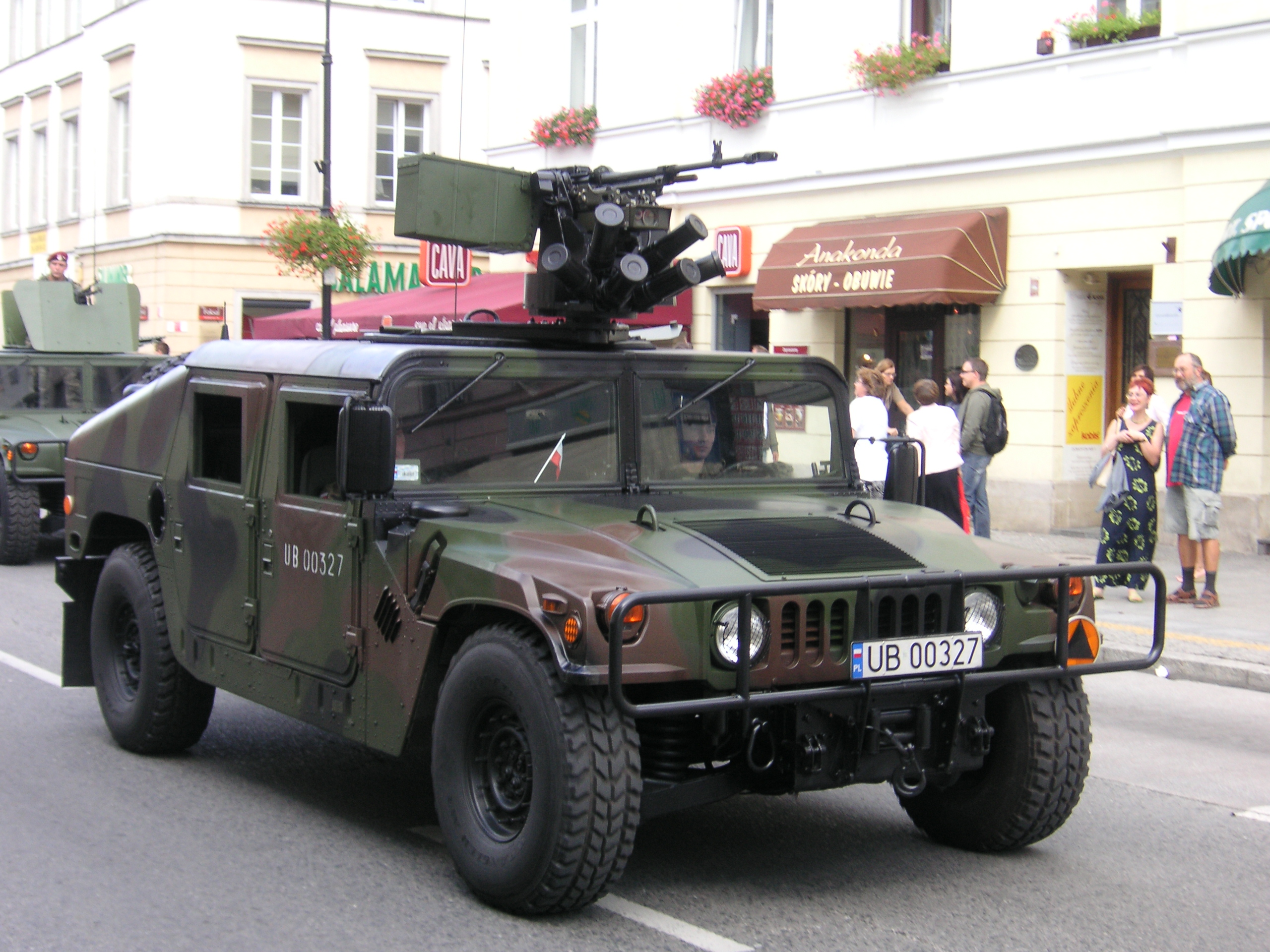
波蘭陸軍將NSV裝備在悍馬上

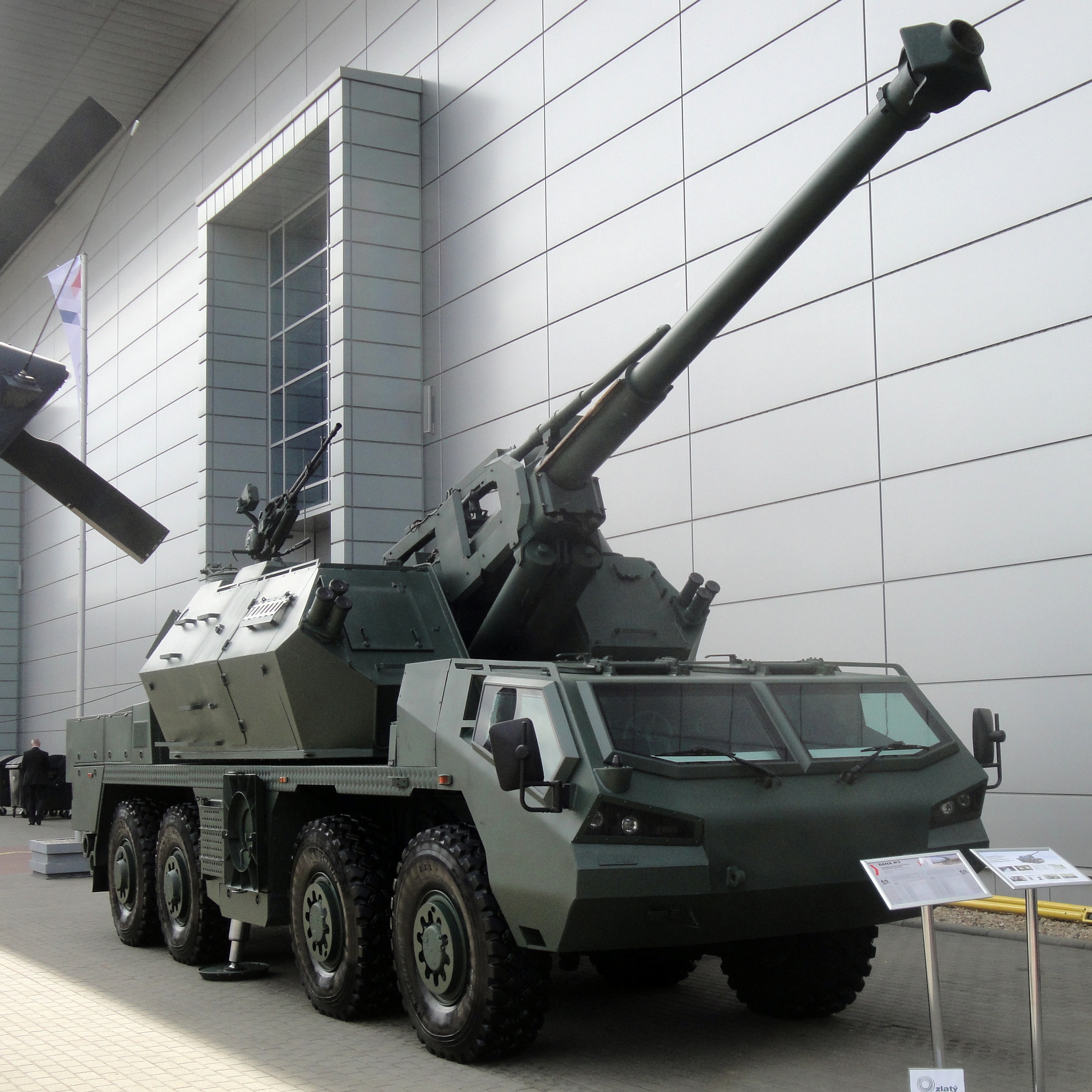
捷克陸軍將NSV裝備在DANA M2自走砲上

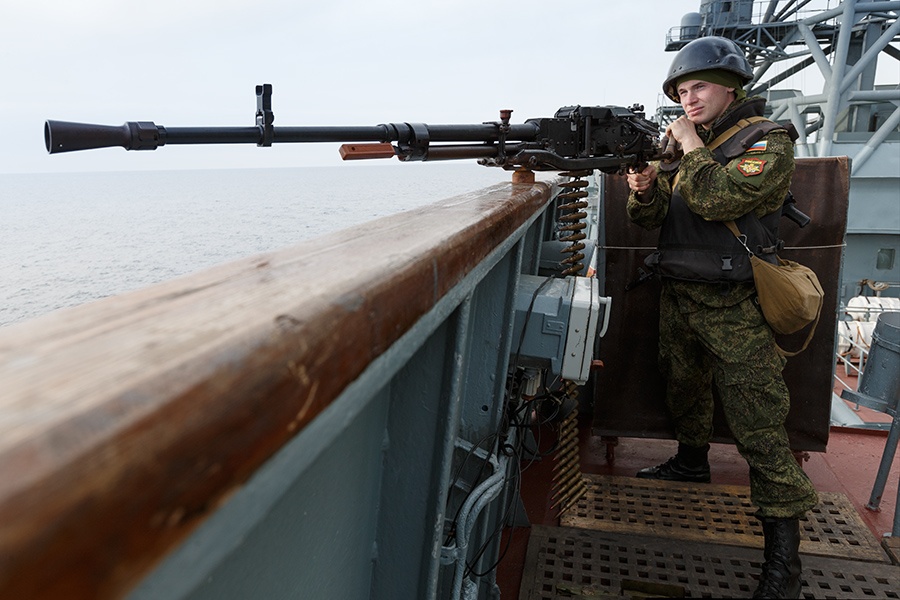
俄罗斯海军士兵使用裝在舰艇上的NSV

- 阿富汗
- 阿尔及利亚
- 安哥拉
- 亞美尼亞—繼承自前蘇聯。
- —繼承自前蘇聯。
- 白俄羅斯—繼承自前蘇聯。
- 保加利亚
- 喀麦隆
- 古巴
- 賽普勒斯
- 捷克
- 顿涅茨克人民共和国
- 埃及
- 衣索比亞
- 芬兰：從蘇聯購入，命名為12.7 ItKK 96[1]
- —繼承自前蘇聯。
- 匈牙利
- 印度
- 印度尼西亞
- 伊朗
- 伊拉克
- —繼承自前蘇聯。
- —繼承自前蘇聯。
- 朝鮮民主主義人民共和國
- 大韓民國
- 科威特
- 利比亞
- 立陶宛—繼承自前蘇聯，目前已退役。
- 卢甘斯克人民共和国
- 马来西亚
- 摩洛哥
- 模里西斯
- 蒙古国
- 緬甸
- 北馬其頓
- 巴基斯坦
- 波蘭
- 俄羅斯—繼承自前蘇聯。
- 羅馬尼亞
- 塞爾維亞：名為扎斯塔瓦M87[2]
- 斯洛伐克
- 南非
- 南奥塞梯—繼承自前蘇聯。
- 叙利亚
- —繼承自前蘇聯。
- —繼承自前蘇聯。
- 乌克兰—繼承自前蘇聯。
- —繼承自前蘇聯。
- 越南
- 葉門

### 前使用國
- 苏联
- 南斯拉夫

## 外部連結
- （英文）—NSV 12.7 Modern Firearms—NSV